# 바스티유 데이
《바스티유 데이》(영어: Bastille Day)는 2016년 공개된 액션 영화이다. 제임스 왓킨스가 연출을, 앤드루 볼드윈이 각본을 맡았다.

## 줄거리
바스티유 데이 전날 파리. 미국인 소매치기 마이클은 한 여성의 핸드백을 훔쳐 현금만 챙기고 버려버린다. 핸드백에 들어있던 폭탄이 터져 네 명이 사망하면서 마이클은 폭탄 테러범으로 몰리고, 프랑스 은행 강도와 연관된 거대한 음모에 휘말린다.  

## 출연
- 이드리스 엘바 - 션 브라이어, CIA 요원 역
- 리처드 매든 - 마이클 메이슨 역
- 샤를로트 르봉 - 조에(조이) 나빌 역
- 조제 가르시아 - 빅토르 가미외, DGSI 국장 역
- 켈리 라일리 - 캐런 데이커 역
- 티에리 고다르 - 라피 베르트랑, RAPID 역
- 애너톨 유세프 - 톰 러디 역
- 에리크 에부아네 - 바바 역
- 제임스 해리스 - 마르셀 역
- 로라 하이드리 - 노란 마스크 시위자 역
- 데이비드 조지오 - 시위자 역
- 마커스 G. 존슨 - CRS 폭동 진압 경찰 역
- 알렉산더 쿠퍼 - 시경(市警) 역
- 호르헤 레온 - 폭도 역
- 대니얼 웨스트우드 - 저격수 역